# Patrick Sheriff
Patrick „Paddy” Sheriff (ur. 15 października 1926 w Dublinie, zm. 27 listopada 1990 w Mullingar) – irlandzki koszykarz, uczestnik Letnich Igrzysk Olimpijskich 1948. Brat Dermota Sheriffa.
Był uczestnikiem igrzysk w Londynie. W całym turnieju zdobył 13 punktów i zanotował siedem fauli. Razem z kolegami z reprezentacji zajął 23. miejsce, jednak jego drużyna przegrała wszystkie mecze turnieju.